# Galería Nacional de Islandia
La galería Nacional de Islandia es un sitio histórico y cultural fundado en 1884 y localizado en la ciudad de Reikiavik, Islandia. Contiene una colección de arte islandés. La galería cuenta con obras de arte de famosos artistas de ese país y otras obras que ayudan a explicar su cultura tradicional. Se encuentra en la zona antigua de la ciudad, junto a la Iglesia Libre de Reikiavik, en el distrito de Miðborg.

## Institución
El Alþingishúsið (la Casa del Parlamento), lugar donde las colecciones se exhibieron hasta 1950, permaneció como una institución independiente desde su creación en 1884 hasta 1916, cuando Alþingi (el Parlamento Nacional de Islandia), decidió convertirlo en un departamento oficial para el Museo Nacional del Patrimonio. En 1928 se aprobó una ley en Alþingi, en el Consejo de la Cultura y bajo esa ley la Galería Nacional quedó bajo la supervisión de dicho consejo.
La colección se exhibió en Alþingishúsið, un sitio de estructura clásica del siglo XIX que también albergaba la biblioteca Nacional de Islandia y una colección de anticuarios. Allí, la colección se abrió oficialmente al público en 1951 y en 1961 una ley fue aprobada, por lo que el museo quedó totalmente independiente.
El edificio principal fue construido originalmente como una planta de congelado en 1916, y diseñado por el arquitecto islandés Samuelsson Guðjón. La adición posterior del edificio es obra del arquitecto Garðar Halldórsson.